# Госстрой СССР
Государственный комитет СССР по строительству и инвестициям (до апреля 1991 года — Государственный строительный комитет СССР) (аббр. Госстро́й СССР; также известен под другими наименованиями) — центральный орган государственного управления, осуществлявший руководство строительным комплексом СССР в 1950—1991 годы.
Согласно Конституции СССР, Закону СССР «О Совете Министров СССР» (действовал до июля 1991) и Положению о государственном комитете являлся союзно-республиканским органом — постоянным органом Совета Министров СССР. На печати Госстроя был изображен Герб СССР, а на печатях республиканских органов по делам строительства — гербы союзных и автономных республик.

## История
Государственное управление строительной отраслью в Советской России было организовано в декабре 1917 года созданием Подотдела общеполезных государственных сооружений при ВСНХ (в 1918—1920 годах — Комитет государственных сооружений, в 1920—1922 — Главный комитет государственных сооружений, в 1922—1923 — Главное управление государственного строительства), на который были возложены функции руководства строительной отраслью, надзор и экспертиза. Декретом Совета народных комиссаров РСФСР от 1 декабря 1919 было установлено, что строительный подряд подлежал контролю со стороны государства, а в 1921 году строительный подряд полностью перешёл под контроль государства, которое стало выступать единым заказчиком и фактически становилось единственным собственником объектов строительства в СССР. В 1921—1922 годы в составе Главного комитета государственных сооружений ВСНХ действовала 1-я Государственная строительная контора (Госстрой), а в 1922—1924 — Государственная строительная контора (Госстрой) Главного управления государственного строительства ВСНХ. В 1927 при СТО создана Комиссия по строительству, которая работала до 1930 года. В это же время при ВСНХ СССР осуществлял свою деятельность Строительный комитет.
В 1938 году при СНК СССР образован Комитет по делам строительства, основными задачами которого стали руководство проектами и строительством, разработка производственных и сметных норм и техническое регулирование отрасли. Комитет просуществовал до 1939 года, передав затем свои функции Народному комиссариату по строительству СССР (Наркомстрой).
В период Второй мировой войны Наркомстрой вместе со специально созданным для этих целей Главным управлением строительства предприятий машиностроения (Главмашстрой) при Совете народных комиссаров СССР осуществлял возведение объектов военного назначения. В 1942—1943 годы начались работы по восстановления разрушенных в ходе войны объектов. В тот же период был образован Комитет по делам архитектуры при СНК СССР, который был уполномочен утверждать проекты застройки городов и поселков, развивать строительное нормирование и типовое проектирование, а также руководить научными и образовательными учреждениями в области архитектуры и строительства. В городах была введена должность главного архитектора города.
19 января 1946 года Наркомстрой был преобразован в несколько отраслевых наркоматов, которые спустя два месяца, 15 марта 1946 года, были переименованы в одноимённые министерства:
- Народный комиссариат по строительству предприятий тяжелой индустрии СССР (1939—1946)
  - Министерство строительства предприятий тяжёлой индустрии СССР (1946—1953)
- Народный комиссариат по строительству военных и военно-морских предприятий СССР (1939—1946)
  - Министерство строительства военных и военно-морских предприятий СССР (1946—1949)
- Народный комиссариат по строительству топливных предприятий СССР (1939—1946)
  - Министерство строительства топливных предприятий СССР (1946—1948)

В дополнение в послевоенный период в СССР действовали следующие центральные органы в области управления капитальным строительством:
- Народный комиссариат промышленности строительных материалов CCCP (1939—1946)
  - Министерство промышленности строительных материалов CCCP (1946—1957)
- Министерство строительства предприятий машиностроения СССР (1949—1953)
- Министерство городского строительства СССР (1949—1951)

К концу 1940-х годов увеличившиеся объемы строительства, усложнение строительных технологий и разбухание системы управления строительством в СССР потребовали создания центрального государственного органа межотраслевой координации, и 9 мая 1950 года был образован Государственный комитет Совета Министров СССР по делам строительства (Госстрой СССР). Первоначально главной задачей комитета было «рассмотрение проектов и смет по строительству предприятий, зданий и сооружений, вносимых министерствами и ведомствами на утверждение Совета Министров СССР, и предоставление по ним заключений, а также контроль за выполнением министерствами и ведомствами решений Правительства по вопросам проектирования и строительства». Комитет должен был разрабатывать мероприятия по улучшению строительного дела, организовывать разработку, утверждение и внедрение в строительство норм, технических условий, стандартов, типовых проектов.
Начиная с января 1952 года всем проектным организациям и министерствам и ведомствам, занимающимся строительством объектов, было предписано «не допускать излишеств в проектах и сметах и обеспечивать всемерное сокращение стоимости строительства и удешевление стоимости продукции проектируемого предприятия». Помимо этого требовалось согласование проектно-сметных работ с Госстроем СССР, запрещалась разработка индивидуальных проектов по объектам, на которые имеются типовые проекты, и вводилась ответственность заказчиков проектов и проектных организаций.
В ноябре 1952 года Госстрой участвовал в разработке проекта и дал заключение по тоннельному переходу через Татарский пролив на Сахалине. 15 марта 1953 года председатель Госстроя был включен в состав Совета Министров СССР.
В ноябре 1955 года вышло Постановление ЦК КПСС и СМ СССР № 1871 «Об устранении излишеств в проектировании и строительстве», которое положило начало проектированию и строительству типовых жилых зданий с малогабаритными квартирами — прозванных в народе «хрущёвками». В этом документе Госстрой был подвергнут жёсткой критике:

«Государственный комитет Совета Министров СССР по делам строительства не проводил должной работы по ликвидации излишеств в проектировании и строительстве…
- Обязать Государственный комитет Совета Министров СССР по делам строительства … в кратчайший срок коренным образом перестроить свою работу по проектированию и строительству, широко внедрять в строительство типовые проекты, смелее осваивать передовые достижения отечественного и зарубежного строительства, вести повседневную непримиримую борьбу с проявлениями формализма в архитектуре и с излишествами в проектировании и строительстве.
- Государственному комитету Совета Министров СССР по делам строительства произвести проверку пересматриваемой министерствами и ведомствами СССР и Советами Министров союзных республик проектно-сметной документации и о результатах проверки доложить Совету Министров СССР.
- Возложить на Государственный комитет Совета Министров СССР по делам строительства проведение конкурсов на разработку лучших типовых проектов зданий, сооружений и предприятий, наиболее экономичных индустриальных конструкций и деталей, а также на лучшее строительство объектов по типовым проектам.
- Поручить Государственному комитету Совета Министров СССР по делам строительства в двухмесячный срок представить в Совет Министров СССР предложения, связанные с организацией Государственного центрального института по разработке типовых проектов жилых и общественных зданий и созданием для него необходимой производственно-экспериментальной базы.
- В целях устранения крупных недостатков в подготовке архитектурных кадров обязать Министерство высшего образования СССР и Государственный комитет Совета Министров СССР по делам строительства разработать и представить к 1 марта 1956 г. в ЦК КПСС и Совет Министров СССР предложения о коренном улучшении дела подготовки архитекторов».

В 1955 году ведомство разработало и внедрило систему двухстадийного проектирования, а также ввело Строительные нормы и правила.
13 декабря 1962 года комитет преобразован в Государственный совет по строительству (Госстрой СССР) Совета Министров СССР.
19 декабря 1963 года Государственный комитет Совета Министров СССР по делам строительства переименован в Государственный комитет по делам строительства СССР.
2 октября 1965 года переименован обратно в Государственный комитет Совета Министров СССР по делам строительства.
5 июля 1978 года все государственные комитеты Совета Министров СССР были переименованы в государственные комитеты СССР. Соответственно комитет стал называться Государственным комитетом СССР по строительству.
29 декабря 1980 года ведомством введена Инструкция СН 531-80 о составе, порядке разработки и утверждения схем теплоснабжения населенных пунктов с суммарной тепловой нагрузкой до 116 МВт (100 Гкал/ч). Документ стал основным нормативным и регламентирует порядок разработки, согласования и утверждения схем теплоснабжения городов и ориентирован на крупные централизованные источники тепла и не рассматривает малые котельные теплопроизводительностью менее 15—20 Гкал/ч.
24 августа 1986 года Государственный комитет СССР по делам строительства, на основании вышедшего Постановления № 970 ЦК КПСС и Совета Министров СССР, был преобразован в Государственный Строительный Комитет СССР. 19 ноября было внесено соответствующее изменение в закон о Совете Министров СССР.
Согласно Положению, утверждённому Постановлением Совета Министров СССР от 22 декабря 1986 года, назначение комитета — проведение единой технической политики, повышение эффективности капитального строительства, обеспечение технического прогресса, повышение качества и сокращение сроков строительства, развитие строительной индустрии, улучшение дела градостроительства и архитектуры, проектно-сметного дела, осуществление государственной экспертизы проектов и смет. Госстрой СССР разрабатывал и утверждал общесоюзные нормы и технические условия строительного проектирования, нормы продолжительности строительства, сметные нормы, расценки, прейскуранты и ценники и т. п..
30 ноября 1987 года был издан Приказ, в соответствии с которым все организации, входящие в структуру органа, были переведены на самофинансирование. В феврале 1988 года вышло Положение о порядке организации, задачах и функциях группы технического надзора и заказчика-застройщика, который осуществляет строительство новых предприятий, зданий и сооружений подрядным способом.
14 августа 1990 года вышло Постановление Председателя Госстроя В. М. Серова № 70 «О признании утратившими силу решений Госстроя СССР об утверждении Государственных стандартов», в соответствии с которым с 1 января 1992 года взамен отменяемых ГОСТов на производимую продукцию вводились технические условия, ТУ. В октябре 1990 года, по поручению СМ СССР совместно с Госпроматомнадзором СССР и Производственным объединением «Союзатомэнерго», были разработаны правила приёмки государственной приёмочной комиссией законченных объектов атомной энергетики — станций, очередей и отдельных комплексов с реакторами всех типов.
1 апреля 1991 года переименован в Государственный комитет СССР по строительству и инвестициям.
14 ноября 1991 года Госсовет СССР принял постановление о ликвидации союзных министерств и ведомств и передаче их собственности и имущества субъектам Советского Союза. В соответствии с этим постановлением, с 1 декабря 1991 года Госстрой СССР был ликвидирован. Согласно указу Президента РСФСР от 28 ноября 1991 года № 242 «О реорганизации центральных органов государственного управления РСФСР» имущество, финансовые и другие средства ликвидируемого союзного комитета, а также подведомственные ему предприятия, организации и учреждения, находившиеся на территории РСФСР, были переданы Министерству архитектуры, строительства и жилищно-коммунального хозяйства РСФСР.

## Официальные наименования
За годы своей истории государственный орган по делам строительства несколько раз менял наименования:
| Название                                                             | Подчинение        | Годы существования | Годы существования | 1-й Председатель   | 2-й Председатель   | Основание преобр.       |
| Название                                                             | Подчинение        | Начало             | Конец              | 1-й Председатель   | 2-й Председатель   | Основание преобр.       |
| -------------------------------------------------------------------- | ----------------- | ------------------ | ------------------ | ------------------ | ------------------ | ----------------------- |
| Государственный комитет Совета министров СССР по делам строительства | СМ СССР           | 09.05.1950         | -                  | Константин Соколов | Владимир Кучеренко | -                       |
| Государственный Совет по строительству СМ СССР                       | СМ СССР           | 13.12.1962         | 21.01.1963         | Игнатий Новиков    | -                  | -                       |
| Государственный Комитет СМ СССР по делам строительства               | СМ СССР           | 21.01.1963         | 19.12.1963         | Игнатий Новиков    | -                  | -                       |
| Государственный Комитет по делам строительства СССР                  | СМ СССР           | 19.12.1963         | 02.10.1965         | Игнатий Новиков    | -                  |                         |
| Государственный Комитет СМ СССР по делам строительства               | СМ СССР           | 02.10.1965         | 05.07.1978         | Игнатий Новиков    | -                  | -                       |
| Государственный комитет СССР по делам строительства                  | СМ СССР           | 05.07.1978         | 19.11.1986         | Игнатий Новиков    | Сергей Башилов     | -                       |
| Государственный Строительный Комитет СССР                            | СМ СССР           | 19.11.1986         | 01.04.1991         | Юрий Баталин       | Валерий Серов      | Положение от 22.12.1986 |
| Государственный Комитет по строительству и инвестициям               | КабМин / Госсовет | 01.04.1991         | 01.12.1991         | Валерий Серов      | -                  | -                       |

## Структура
Комитет возглавлял Председатель, который назначался в соответствии с Конституцией СССР Верховным Советом СССР, а в периодах между сессиями — Президиумом ВС СССР, с последующим утверждением на сессии ВС СССР. У Председателя был ряд заместителей, распределение обязанностей между ними производилось Председателем. С внесением изменений в Конституцию СССР в 1953 году, Председатель ведомства стал членом Совета Министров СССР.
В соответствии с Положением о Государственном строительном комитете СССР от 22 декабря 1986 года, в его системе стали находиться:
- Госкомитеты по делам строительства: союзных республик и автономных республик
- Государственный комитет по гражданскому строительству и архитектуре при Госстрое СССР
- Министерства строительства: в северных и западных районах СССР; в южных районах СССР; в районах Урала и Западной Сибири СССР; в восточных районах СССР
- Министерство монтажных и специальных строительных работ СССР
- Министерство транспортного строительства СССР
- Министерство промышленности строительных материалов СССР
- Министерства строительства союзных республик и подчинённые им организации, учреждения и предприятия
- строительные организации, непосредственно подчинённые Советам Министров союзных республик или исполкомам местных Советов народных депутатов.

### Центральный аппарат
Центральный аппарат ведомства состоял (на 1968 год) из 800 человек, включая следующие подразделения:
- Отдел технического нормирования и стандартизации
- Отдел типового проектирования и организации проектно-изыскательских работ
- Отдел организации и нормирования труда
- Отдел сметных норм и ценообразования в строительстве
- Отдел научно-технической информации и изданий
- Отдел строительной индустрии, конструкций и новых материалов
- Отдел внешних сношений
- Отдел норм расхода строительных материалов
- Отдел организации и экономики строительства
- Отдел планировки и застройки промышленных узлов
- Отдел механизации строительства
- Государственная строительная инспекция
- Отдел кадров
- Второй отдел
- Управление научно-исследовательских работ и новой техники
- Управление планирования, финансирования и материально-технического обеспечения подведомственных организаций (с хозяйственным отделом и центральной бухгалтерией)
- Главное управление по строительному проектированию промышленных предприятий и сооружений
- Главное управление государственной экспертизы проектов
- Научно-технический совет (на правах отдела)
- Управление делами, являвшееся секретариатом Госстроя СССР; существовало на правах отдела и включало:

1. Юридический отдел
2. Первый отдел
3. Общий отдел.

### Коллегия Госстроя СССР
В Госстрое СССР существовала Коллегия в составе Председателя и его заместителей по должности, а также ведущих сотрудников ведомства. Члены коллегии и заместители Председателя утверждались Советом Министров СССР.
На своих регулярно проводимых заседаниях она рассматривала основные вопросы технической политики в строительстве и архитектуре, проекты предприятий, зданий и сооружений, утверждаемые Советом Министров СССР, проекты генеральных планов крупных городов, а также схемы генеральных планов промышленных узлов и другие вопросы, входящие в компетенцию Госкомитета, обсуждала вопросы практического руководства организациями, учреждениями и предприятиями Комитета, проверки исполнения, подбора, расстановки и воспитания кадров, проекты важнейших постановлений, приказов, инструкций, норм и правил; заслушивала по вопросам, входящим в компетенцию Комитета, сообщения министерств и ведомств, доклады госстроев Союзных республик, Госкомитета по гражданскому строительству и архитектуре при Госстрое СССР, отчёты главных управлений, управлений, отделов, организаций, учреждений и предприятий, входящих в ведомство.
Решения коллегии проводились в жизнь, как правило, приказами Председателя. В случае разногласий между Председателем и коллегией, Председатель проводил в жизнь своё решение, докладывая о возникших разногласиях Совету Министров СССР, а члены коллегии, в свою очередь, сообщали своё мнение в Совет Министров СССР, который и принимал окончательное решение.

### Госгражданстрой
В состав Госстроя СССР входили и общесоюзные органы, такие как Государственный комитет по гражданскому строительству и архитектуре (сокр. Госгражданстрой).
Основными задачами данного органа являлись: проведение единой градостроительной политики в развитии городов и посёлков, организация работ по типовому проектированию жилых домов, гражданских зданий и сооружений и руководство этими работами, а также внедрение типовых проектов в строительство и современной архитектуры в градостроительство и проведение научных исследований.
Структура Госкомитета состояла из Председателя, его заместителей и членов Комитета, назначавшихся Советом Министров СССР.

### Госстройдормаш
В период с 1963 года по 1965 год в составе Госстроя СССР находился Госкомитет строительного, дорожного и коммунального машиностроения, занимавшийся машиностроением в области строительных и дорожных машин, строительного и механизированного инструмента и другого технологического оборудования.

### Республиканские органы
Госстрой СССР осуществлял руководство строительной деятельностью в стране через соответствующие государственные комитеты и другие органы республик Союза ССР и автономных республик. Статус Госстроя СССР в качестве союзно-республиканского органа государственного управления был закреплён в Конституции Советского Союза.

#### Органы по делам строительства республик Союза ССР
Республиканские органы были образованы в августе 1955 года в следующих союзных республиках:
- Армянская ССР

- Азербайджанская ССР[32]

- Белорусская ССР

- Грузинская ССР[33]

- Казахская ССР. Создан в 1958 году, преобразован в 1991 году в Министерство строительства жилья и застройки территорий Республики Казахстан[34]

- Киргизская ССР[35]

- Латвийская ССР

- Литовская ССР

- Молдавская ССР

- Узбекская ССР

- Украинская ССР[36]

- Таджикская ССР

- Туркменская ССР

- Эстонская ССР

- РСФСР[37][38][39]

#### Органы по делам строительства автономных республик РСФСР
В отличие от структуры союзного госкомитета и комитетов союзных республик, в структуре государственного органа по делам строительства автономной республики отсутствовала коллегия.
- Башкирская АССР[40].

- Коми АССР. Создан в октябре 1955 года в качестве Управления по делам строительства и архитектуры Совета Министров Коми АССР на базе существовавшего с 27 марта 1946 года Управления по делам архитектуры при Совете Министров Коми АССР. В период с 1 апреля 1959 года до 28 сентября 1961 года находился в составе Министерства коммунального хозяйства Коми АССР, а затем как самостоятельное Управление по делам строительства и архитектуры Совета Министров Коми АССР[41].

- Марийская АССР. Образован в 1944 году в качестве Марийского республиканского управления по делам строительства и архитектуры. Прекратил деятельность в 1967 году[42].

- Тувинская АССР. Создан в октябре 1961 года, в качестве Управления по делам строительства и архитектуры СМ Тувинской АССР на базе областного отдела по делам архитектуры при Тувоблисполкоме. В 1981 году преобразован в Госкомитет Тувинской АССР по делам строительства[43].

- Удмуртская АССР. Создан 2 ноября 1961 года в качестве Управления по делам строительства и архитектуры при Совете Министров УАССР. 15 марта 1980 года преобразован в Государственный комитет УАССР по делам строительства при Совете Министров УАССР, а в сентябре 1990 года — вновь переименован в Государственный комитет УАССР по строительству и архитектуре (Госкомархстрой УАССР)[44].

- Чувашская АССР. 6 декабря 1979 года Указом Президиума Верховного Совета Чувашской АССР появился Государственный комитет Чувашской АССР по делам строительства. Госстрой Чувашской АССР образовался на базе Управления по делам строительства и архитектуры Совета Министров Чувашской АССР[45].

- Якутская АССР. 25 января 1980 года по Указу Президиума Верховного совета Якутской АССР созданное в мае 1944 года Управление по делам строительства и архитектуры Совмина ЯАССР переименовано в Государственный комитет ЯАССР по делам строительства[46].

### Академия строительства и архитектуры СССР
В 1933 году в СССР была создана Всесоюзная Академия архитектуры при Президиуме ЦИК СССР. В 1936 году Академия передана Комитету по делам искусств при СНК СССР, а в 1939 году сменила название и стала Академией архитектуры СССР. В дальнейшем она находилась в ведении Комитета по делам архитектуры при СНК СССР (1943—1946), а с образованием в Советском Союзе Министерств в 1946 году — в составе комитета СМ СССР (1946—1949). С 1949 по 1950 год Академия в течение года находилась в составе Министерства Городского Строительства СССР.
С образованием в 1950 году системы Госстроя СССР и до прекращения деятельности в 1963 году научное учреждение находилось в подчинении ведомства (с 1956 года под названием Академия строительства и архитектуры СССР).
В её состав входили: восемнадцать НИИ, Центральные научно-реставрационные мастерские, научные советы, Музей архитектуры.
Учреждение имело ряд отделений: Ленинградский, Уральский, Западно-Сибирский, Казахский.
Академия занималась разработкой научных проблем в области строительства, проведением и координацией научно-исследовательских и экспериментальных работ, информацией об опыте строительства и подготовкой научных кадров.
На момент прекращения деятельности в 1963 году в учреждении работали: 2 почётных члена, 67 действительных членов, 105 членов-корреспондентов.

### Госстройиздат
В 1950 году новообразованному союзному ведомству было передано научно-техническое издательство «Госстройиздат», ставшее одним из крупнейших отраслевых издательств и выпускавшее научную, научно-техническую, производственно-техническую, справочную, инструктивно-нормативную, научно-популярную литературу, плакаты, учебники для высших, средних специальных и профессионально-технических учебных заведений, 16 журналов по вопросам архитектуры, строительства, промышленности строительных материалов и жилищно-коммунального хозяйства. В 1964 году издательство было переименовано в Стройиздат.